# Чемпионат Европы по настольному теннису 1968
6-й Чемпионат Европы по настольному теннису проходил в апреле 1968 года в Лионе (Франция).

## Медалисты

### Мужчины
| Разряд               | Золото                                                                                       | Серебро                                                      | Бронза                                                       |
| -------------------- | -------------------------------------------------------------------------------------------- | ------------------------------------------------------------ | ------------------------------------------------------------ |
| Одиночный разряд     | Драгутин Шурбек                                                                              | Янош Боржеи                                                  | Ханс Алсер                                                   |
| Одиночный разряд     | Драгутин Шурбек                                                                              | Янош Боржеи                                                  | Чель Йоханссон                                               |
| Парный разряд        | Антун Стипанчич Эдвард Вецко                                                                 | Ханс Алсер Чель Йоханссон                                    | Анатолий Амелин Станислав Гомозков                           |
| Парный разряд        | Антун Стипанчич Эдвард Вецко                                                                 | Ханс Алсер Чель Йоханссон                                    | Янош Боржеи Иштван Йоньер                                    |
| Командное первенство | Швеция · Стеллан Бенгтссон · Чель Йоханссон · Ханс Алсер · Бо Перссон · Карл-Йохан Бернхардт | СССР · Саркис Сархаян · Станислав Гомозков · Анатолий Амелин | Югославия · Драгутин Шурбек · Антун Стипанчич · Иштван Корпа |

### Женщины
| Разряд               | Золото                                                            | Серебро                                | Бронза                                                        |
| -------------------- | ----------------------------------------------------------------- | -------------------------------------- | ------------------------------------------------------------- |
| Одиночный разряд     | Илона Воштова                                                     | Зоя Руднова                            | Мари Райт                                                     |
| Одиночный разряд     | Илона Воштова                                                     | Зоя Руднова                            | Светлана Гринберг                                             |
| Парный разряд        | Марта Лужова Йитка Карликова                                      | Светлана Гринберг Зоя Руднова          | Мари Райт Каренза Смит                                        |
| Парный разряд        | Марта Лужова Йитка Карликова                                      | Светлана Гринберг Зоя Руднова          | Мария Александру Элеонора Влаиков                             |
| Командное первенство | ФРГ · Агнеш Шимон · Эдит Бухгольц · Ютта Трапп · Вибке Хендриксен | СССР · Светлана Гринберг · Зоя Руднова | Чехословакия · Марта Лужова · Илона Воштова · Йитка Карликова |

### Микст
| Разряд           | Золото                         | Серебро                          | Бронза                            |
| ---------------- | ------------------------------ | -------------------------------- | --------------------------------- |
| Смешанный разряд | Станислав Гомозков Зоя Руднова | Дорин Джурджука Мария Александру | Анатолий Амелин Светлана Гринберг |
| Смешанный разряд | Станислав Гомозков Зоя Руднова | Дорин Джурджука Мария Александру | Денис Нил Мари Райт               |